# Мартин, Тони (боец)
Э́нтони Ро́кко «То́ни» Ма́ртин (англ. Tony Martin; 11 декабря 1989, Палос-Хайтс) — американский боец смешанного стиля, представитель лёгкой весовой категории. Выступает на профессиональном уровне начиная с 2012 года, известен по участию в турнирах бойцовской организации UFC.

## Биография
Тони Мартин родился 11 декабря 1989 года в городе Палос-Хайтс штата Иллинойс. Поступил в Университет штата Северная Дакота, но до конца не доучился, так как спорт был для него важнее академических знаний. В течение некоторого времени работал чистильщиком ковров в Сент-Клауде. Серьёзно заниматься смешанными единоборствами начал в 2011 году, практиковал также бразильское джиу-джитсу, получил коричневый пояс в этой дисциплине от тренера Брока Ларсона.

### Начало профессиональной карьеры
Дебютировал в ММА на профессиональном уровне в январе 2012 года, заставил своего соперника сдаться в первом же раунде с помощью успешно проведённого удушающего приёма сзади. Дрался в различных небольших промоушенах преимущественно на территории штата Миннесота, таких как Cage Fighting Xtreme и Throwdown at the Crowne — во всех случаях неизменно выходил из поединков победителем. В 2013 году одержал две победы на турнирах Dakota FC, в том числе решением большинства судей взял верх над довольно сильным соотечественником
Филлипом Новером.

### Ultimate Fighting Championship
Имея в послужном списке восемь побед и ни одного поражения, Мартин привлёк к себе внимание крупнейшей бойцовской организации мира Ultimate Fighting Championship и подписал с ней долгосрочное соглашение. В дебютном поединке встретился с таким же новичком организации россиянином Рашидом Магомедовым — в первом раунде имел возможность завершить бой досрочно, применив болевой приём «рычаг локтя», но Магомедов вырвался из захвата и затем доминировал в клетке, выиграв единогласным судейским решением и нанеся тем самым Мартину первое в профессиональной карьере поражение.
В следующем поединке вышел в октагон против иранца Бенеила Дариюша и снова проиграл, на сей раз во втором раунде попался в «ручной треугольник» и вынужден был сдаться. Затем всё же выиграл у бразильца Фабрисиу Камойнса, при этом бой проходил в промежуточном весе, так как оба бойца не уложились в рамки лёгкой весовой категории — Камойнс сдался после того как в конце первого раунда Мартин выполнил обратный узел локтя.
В 2015 году провёл только один поединок под эгидой UFC, заменил травмировавшегося Мэтта Уимена в бою против Леонарду Сантуса и проиграл сдачей в середине второго раунда. Далее выиграл технической сдачей у новичка организации из Бразилии Фелипе Оливиери. Планировался его бой против другого бразильца Мишела Празериса, но Мартин получил травму шеи и вынужден был отказаться. В январе 2017 года единогласным судейским решением победил соотечественника Алекса Уайта.

## Статистика в профессиональном ММА
| Боёв 25  | Побед 18 | Поражений 7 |
| -------- | -------- | ----------- |
| Нокаутом | 1        | 0           |
| Сдачей   | 10       | 3           |
| Решением | 7        | 4           |

| Результат | Рекорд | Соперник           | Способ                              | Турнир                                   | Дата             | Раунд | Время | Место                    | Примечание              |
| --------- | ------ | ------------------ | ----------------------------------- | ---------------------------------------- | ---------------- | ----- | ----- | ------------------------ | ----------------------- |
| Поражение | 17-6   | Нил Магни          | Единогласное решение                | UFC 250                                  | 6 июня 2020      | 3     | 5:00  | Лас-Вегас, США           |                         |
| Победа    | 17-5   | Рамазан Эмеев      | Единогласное решение                | UFC Fight Night: Zabit vs. Kattar        | 9 ноября 2019    | 3     | 5:00  | Москва, Россия           |                         |
| Поражение | 16-5   | Демиан Майя        | Решение большинства                 | UFC on ESPN: Ngannou vs. dos Santos      | 29 июня 2019     | 3     | 5:00  | Миннеаполис, США         |                         |
| Победа    | 16-4   | Сержиу Мораис      | Единогласное решение                | UFC Fight Night: Lewis vs. dos Santos    | 9 марта 2019     | 3     | 5:00  | Уичито, США              |                         |
| Победа    | 15-4   | Джейк Мэттьюс      | Техническая сдача (удушение д’арсе) | UFC Fight Night: dos Santos vs. Tuivasa  | 2 декабря 2018   | 3     | 1:19  | Аделаида, Австралия      |                         |
| Победа    | 14-4   | Райан Лафлейр      | KO (удары)                          | UFC 229                                  | 6 октября 2018   | 3     | 1:00  | Лас-Вегас, США           |                         |
| Победа    | 13-4   | Кэйта Накамура     | Единогласное решение                | UFC Fight Night: Barboza vs. Lee         | 21 апреля 2018   | 3     | 5:00  | Атлантик-Сити, США       | Бой в полусреднем весе. |
| Поражение | 12-4   | Оливье Обен-Мерсье | Раздельное решение                  | UFC Fight Night: Rockhold vs. Branch     | 16 сентября 2017 | 3     | 5:00  | Питтсбург, США           |                         |
| Победа    | 12-3   | Джонни Кейс        | Единогласное решение                | UFC Fight Night: Chiesa vs. Lee          | 25 июня 2017     | 3     | 5:00  | Оклахома-Сити, США       |                         |
| Победа    | 11-3   | Алекс Уайт         | Единогласное решение                | UFC Fight Night: Rodríguez vs. Penn      | 15 января 2017   | 3     | 5:00  | Финикс, США              |                         |
| Победа    | 10-3   | Фелипе Оливиери    | Техническая сдача (удушение сзади)  | UFC on Fox: Johnson vs. Bader            | 30 января 2016   | 3     | 3:02  | Ньюарк, США              |                         |
| Поражение | 9-3    | Леонарду Сантус    | Сдача (удушение сзади)              | UFC Fight Night: Maia vs. LaFlare        | 21 марта 2015    | 2     | 2:29  | Рио-де-Жанейро, Бразилия |                         |
| Победа    | 9-2    | Фабрисиу Камойнс   | Сдача (кимура)                      | UFC 179                                  | 25 октября 2014  | 1     | 4:16  | Рио-де-Жанейро, Бразилия |                         |
| Поражение | 8-2    | Бенеил Дариюш      | Сдача (треугольник руками)          | UFC Fight Night: Henderson vs. dos Anjos | 23 августа 2014  | 2     | 3:38  | Талса, США               |                         |
| Поражение | 8-1    | Рашид Магомедов    | Единогласное решение                | UFC 169                                  | 1 февраля 2014   | 3     | 5:00  | Ньюарк, США              |                         |
| Победа    | 8-0    | Томас Гиффорд      | Сдача (американа)                   | 3 River Throwndown 4                     | 14 сентября 2013 | 3     | 5:00  | Ла-Кресент, США          |                         |
| Победа    | 7-0    | Тайлер Хелленбранд | Единогласное решение                | Dakota FC 15                             | 20 апреля 2013   | 3     | 5:00  | Фарго, США               |                         |
| Победа    | 6-0    | Филлип Новер       | Решение большинства                 | Dakota FC 14                             | 26 января 2013   | 3     | 5:00  | Фарго, США               |                         |
| Победа    | 5-0    | Тед Уортингтон     | Сдача (кимура)                      | Cage Fighting Xtreme                     | 16 декабря 2012  | 1     | 3:58  | Мейплвуд, США            |                         |
| Победа    | 4-0    | Джей Эллис         | Сдача (гильотина)                   | Cage Fighting Xtreme 39                  | 20 октября 2012  | 1     | 0:51  | Мейплвуд, США            |                         |
| Победа    | 3-0    | Джонатан Кнудсон   | Сдача (кимура)                      | Throwdown at the Crowne 1                | 8 сентября 2012  | 3     | 2:10  | Сент-Пол, США            |                         |
| Победа    | 2-0    | Кучлонг Кучлонг    | Сдача (обратный треугольник)        | Cage Fighting Xtreme 33                  | 28 апреля 2012   | 1     | 4:19  | Миннеаполис, США         |                         |
| Победа    | 1-0    | Брюс Джонсон       | Сдача (удушение сзади)              | Cage Fighting Xtreme 30                  | 7 января 2012    | 1     | 2:15  | Сент-Клауд, США          |                         |